# Eurytion zapallar
Eurytion zapallar är en mångfotingart som först beskrevs av Chamberlin 1955.  Eurytion zapallar ingår i släktet Eurytion och familjen storjordkrypare. Inga underarter finns listade i Catalogue of Life.